# Into Darkness (Novelette)
Into Darkness (deutsch In die Dunkelheit) ist eine Science-Fiction-Novelette des australischen Schriftstellers Greg Egan, zuerst veröffentlicht in Asimov’s Science Fiction im Januar 1992. Die Kurzgeschichte wurde ebenfalls in den Sammlungen Axiomatic im Jahr 1995 und The Best of Greg Egan im Jahr 2019 veröffentlicht.

## Handlung
Ein seltsames Wurmloch springt zufällig auf der Oberfläche der Erde umher, doch scheint es von bevölkerten Gegenden angezogen zu werden. Kein Grund für dessen plötzliches Auftauchen ist bekannt, doch einige vermuten ein Experiment von Außerirdischen in der Zukunft, um in die Vergangenheit zu gelangen, wobei jedoch beide Enden des Wurmloches zum gemeinsamen Baryzentrum in der Raumzeit kollabiert sind. Das Wurmloch besteht aus zwei Schalen. Die äußere Schale hat einen Radius von etwa einem Kilometer und wird „The Intake“ (deutsch Aufnahme) genannt. Die innere Schale hat einen Radius von zweihundert Metern und wird „The Core“ (deutsch Kern) genannt. „The Intake“ zu übertreten zwingt makroskopische Objekte wie Menschen (mit mikroskopischen Ausnahmen wie dem weiterhin möglichen Blutfluss) nur weiter in Richtung von „The Core“ zu gehen, durch welchen das Wurmloch verlassen werden kann. Jedes Lebewesen im Moment des Sprunges des Wurmloches wird augenblicklich getötet. Ähnlich wie die Radioaktivität folgt auch die Zeit des Verweilens des Wurmloches an einer Stelle einer Halbwertszeit von etwa achtzehn Minuten. In der Kurzgeschichte wird die elfte Reise von John Nately, einem Wissenschaftslehrer an einer Highschool, von „The Intake“ zu „The Core“ geschildert, um wieder unter hohem Risiko seines eigenen Lebens das von anderen zu retten.

## Auszeichnungen
Into Darkness erreichte den fünften Platz des Locus Award für beste Novelette im Jahr 1993 und den zweiten Platz beim Asimov’s Science Fiction Magazine Readers’ Award im Jahr 1993.

## Kritik
Russell Letson schreibt im Locus Magazine, dass der Rahmen der Geschichte ein spannendes und wirkungsvolles physisches Abenteuer ist, in dem der Erzähler gleichzeitig die metaphorischen Eigenschaften des Raumes erkennt, den er durchquert („the story framework is a tense and effective physical adventure, while at the same time the narrator recognizes the metaphorical properties of the space he is traversing“).
Karen Burnham schreibt in Greg Egan (Modern Masters of Science Fiction), dass die Kurzgeschichte eine reine Puzzlelösung sei („a pure puzzle-solving story“).